# San Francisco Pop Festival
El San Francisco International Pop Festival fue un evento musical que tuvo lugar en Alameda County Fairgrounds durante los días 26 y 27 de octubre de 1968. 

## Historia
El San Francisco International Pop Festival fue programado inicialmente para celebrarse el 5 y 6 de octubre en Searsville Lake, en el Condado de San Mateo. Finalmente fue celebrado los días 26 y 27 de octubre en Alameda County Fairgrounds. El festival contó con las actuaciones de algunos de los artistas más sobresalientes del panorama pop rock del momento como The Animals, Canned Heat, Chambers Brothers, Creedence Clearwater Revival, Deep Purple, José Feliciano, Fraternity of Man, The Grass Roots, Iron Butterfly, The Loading Zone, Buddy Miles y Procol Harum.